# تيري كروفورد هانسن
تيري كروفورد هانسن (بالإنجليزية: Terri Crawford Hansen)‏ هي صحفية أمريكية، ولدت في 1953.